# お笑いラジオアプリGERA
お笑いラジオアプリGERA（おわらいラジオアプリゲラ）は、株式会社ファンコミュニケーションズが運営しているインターネットラジオ放送局・アプリである。

## 概要
2019年12月23日にGERA放送局公式YouTubeチャンネルが開設され、その後2020年4月7日にスマートフォンアプリがリリースされた。
2020年10月ラランドニシダが出演する「ラランドニシダのSTAY TUNEですよ？」#11において、他事務所の芸人や関係者の私生活に関する暴露話を放送したことについて、公式Twitterで謝罪した。この騒動が発端となり、マセキ芸能社はGERA放送局から撤退した。
多くの若手芸人がレギュラーで出演しており、2023年2月現在、約25本の番組が公開されている。

## 視聴環境
現在、AndroidアプリとiOSアプリを展開している。

## 番組一覧
|                              | 出演者                                               | 番組タイトル |
| ---------------------------- | ---------------------------------------------------- | --- |
| 毎週月曜更新                 | 錦鯉                                                 | 錦鯉の人生五十年 |
| 毎週月曜更新                 | モダンタイムス                                       | モダンタイムスの家なしブサイクラジオ |
| 毎週火曜更新                 | 囲碁将棋                                             | 囲碁将棋の情熱スリーポイント |
| 毎週火曜更新                 | 春とヒコーキ                                         | 春とヒコーキのグピ☆グパ☆グポ |
| 毎週火曜更新                 | Will D                                               | |
| 毎週火曜更新                 | 福留光帆                                             | 福留光帆の人生はギャンブル |
| 毎週水曜更新                 | ヤマトパンクス（PK shampoo）                         | ヤマトパンクスの銀河巡礼概論 |
| 毎週水曜更新                 | ストレッチーズ                                       | ストレッチーズのプリ右でごめん |
| 毎週水曜更新                 | 金属バット                                           | 金属バットのMusic Sound |
| 毎週水曜更新                 | ライス                                               | ライスのミラクルビュッフェ |
| 毎週木曜更新                 | ヤーレンズ                                           | ヤーレンズのラジオの虎 |
| 毎週木曜更新                 | ママタルト                                           | ママタルトのラジオ母ちゃん |
| 毎週木曜更新                 | なすなかにし                                         | なすなかにしのおじさんではございません！ |
| 毎週金曜更新                 | ぱーてぃーちゃん                                     | ぱーてぃーちゃんの絆Nightふぃーばー |
| 毎週金曜更新                 | ケビンス                                             | ケビンスの男前放送 |
| 毎週土曜更新                 | 吉住                                                 | 吉住の聞かん坊な煩悩ガール |
| 毎週土曜更新                 | コットン                                             | コットンのバタフライピンポン |
| 毎週土曜更新                 | Gパンパンダ                                          | Gパンパンダのひとりじゃないよ |
| 毎週土曜更新                 | 佐藤満春（どきどきキャンプ）・浜谷健司（ハマカーン） | 佐藤満春 浜谷健司の行け！ゼルビアルディージャ |
| 毎週日曜更新                 | ラランド                                             | ラランドの声溜めラジオ |
| 毎週火曜日、不定期金曜日更新 | 石井玄                                               | 滔々あの夜咄 |
| 隔週金曜日更新               | サツマカワRPG                                        | サツマカワRPGのスーパーラジオRPG （旧タイトル：サツマカワRPGの今後いろんなお仕事をやっていく上でトークもできた方がいいと思ったのでラジオも頑張っていこうと思ったので始めることにしたラジオ、サツマカワファンタジー） |
| 月1回配信                    | 虹の黄昏                                             | 虹の黄昏の超絶バイーンラジオS |
| 不定期配信                   | 徳井健太（平成ノブシコブシ）                         | 平成ノブシコブシ徳井健太の芸人ミチシルベ |
| 単発番組                     | ロングアイランド                                     | GERA NEXT |
| 単発番組                     | 虹の黄昏                                             | GERA NEXT |
| 単発番組                     | ジョウダンアオナナテンパイ                           | GERA NEXT |
| 単発番組                     | フランスピアノ                                       | GERA NEXT |
| 単発番組                     | カカロニ                                             | GERA NEXT |
| 単発番組                     | ヒノトリ                                             | GERA NEXT |
| 単発番組                     | サノライブ                                           | GERA NEXT |
| 単発番組                     | 青色1号                                              | GERA NEXT |
| 単発番組                     | 演芸おんせん                                         | GERA NEXT |
| 単発番組                     | あんこ×斉藤（ジャガモンド）                          | GERA NEXT |
| 単発番組                     | フレンチぶる                                         | GERA NEXT |
| 単発番組                     | おおぞらモード                                       | GERA NEXT |
| 単発番組                     | THE 南無ズ                                           | GERA NEXT |
| 単発番組                     | マリーマリー                                         | GERA NEXT |
| 単発番組                     | ナイチンゲールダンス                                 | GERA NEXT |
| 単発番組                     | パンプキンポテトフライ                               | GERA NEXT |
| 単発番組                     | インデペンデンスデイ                                 | GERA NEXT |
| 単発番組                     | 春とヒコーキ                                         | GERA NEXT |
| 単発番組                     | ゼンモンキー                                         | GERA NEXT |
| 単発番組                     | 竹内ズ                                               | GERA NEXT |
| 単発番組                     | 金の国                                               | GERA NEXT |
| 単発番組                     | るか                                                 | GERA NEXT |
| 単発番組                     | 都トム                                               | GERA NEXT |
| 単発番組                     | ハイツ友の会                                         | GERA NEXT |
| 単発番組                     | 雷獣                                                 | GERA NEXT |
| 単発番組                     | 間寛平                                               | GERA PREMIUM |
| 単発番組                     | にぼしいわし                                         | GERA WEST |
| 単発番組                     | 絶対的7%                                             | GERA WEST |
| 期間限定                     | 虹の黄昏                                             | 虹の黄昏の超絶バイーンラジオ |
| 期間限定                     | ラランド                                             | AmongGERA 〜嘘トークをしているのは誰だ?!〜 |
| 期間限定                     | 駆け抜けて軽トラ                                     | AmongGERA 〜嘘トークをしているのは誰だ?!〜 |
| 期間限定                     | ママタルト                                           | AmongGERA 〜嘘トークをしているのは誰だ?!〜 |
| 期間限定                     | 囲碁将棋                                             | AmongGERA 〜嘘トークをしているのは誰だ?!〜 |
| 期間限定                     | ロビンソンズ                                         | AmongGERA 〜嘘トークをしているのは誰だ?!〜 |
| 期間限定                     | ゆってぃ                                             | AmongGERA 〜嘘トークをしているのは誰だ?!〜 |
| 期間限定                     | 栗原国家権力                                         | ザクセス栗原のデジタルな和室 |
| 期間限定                     | ネコニスズ                                           | ネコニスズのねえねえ、あのさ |
| 期間限定                     | インポッシブル                                       | インポッシブルのHELL RADIO |
| 期間限定                     | 石井玄                                               | アフタートークのアフタートークラジオ |
| 期間限定                     | なすなかにし                                         | なすなかにしの放課後♡胸キュンスナイパー♪ |
| 期間限定                     | ライス                                               | ライスのミラクルビュッフェ |
| 期間限定                     | みほとけ                                             | みほとけの南無ラジオ |
| 期間限定                     | サンシャイン                                         | 今夜を派手にくれ！！ |
| 期間限定                     | シモリュウ                                           | シモリュウのダマテン |
| 期間限定                     | エバース                                             | エバースの麻婆しゃぶしゃぶ |
| 期間限定                     | センチネル                                           | センチネルのラジオ&ピース |
| 放送終了                     | ジグザグジギー                                       | ジグザグジギーの47きゃE |
| 放送終了                     | モンローズ                                           | モンローズのワーキャーラジオ |
| 放送終了                     | ノブナガ                                             | ノブナガの、占い師は人のこと言う前に自分のこと考え？ |
| 放送終了                     | エールタワー                                         | エールタワーの最高で最悪だよ |
| 放送終了                     | グリーンバンバン                                     | グリーンバンバンの僕らのsunctuary |
| 放送終了                     | グータン                                             | グータンの最高！ラジオ |
| 放送終了                     | エル・カブキ                                         | エル・カブキの高輪GERAウェイ |
| 放送終了                     | なかよしビクトリーズ                                 | なかよしビクトリーズのオレンジサンセット |
| 放送終了                     | ねじ                                                 | ねじのとっぴんぱらりのぷー |
| 放送終了                     | ニッキューナナ                                       | ニッキューナナのアンタと話しても全然楽しくないんだからね！ |
| 放送終了                     | マッハスピード豪速球                                 | マッハスピード豪速球の聴いて鼓膜が震えてListen |
| 放送終了                     | ニシダ（ラランド）                                   | ラランドニシダのSTAY TUNEですよ？ |
| 放送終了                     | サーヤ（ラランド）                                   | 女帝 |
| 放送終了                     | スタンダップコーギー                                 | スタンダップコーギーのカモン＠トーヒー |
| 放送終了                     | モグライダー                                         | モグライダーのごほうびドリアン |
| 放送終了                     | 赤もみじ                                             | 赤もみじの借金パンラジオ |
| 放送終了                     | スペシャルワン                                       | スペシャルワンのcheck！ワンツーワンツー |
| 放送終了                     | ひろせひろせ（フレンズ）                             | フレンズひろせひろせのラジオラジオ |
| 放送終了                     | ルシファー吉岡                                       | ゲラステ |
| 放送終了                     | 井口浩之（ウエストランド）                           | ゲラステ |
| 放送終了                     | 池田勝（ジグザグジギー）                             | ゲラステ |
| 放送終了                     | ほしのディスコ（パーパー）                           | ほしのディスコ×スーパー3助のサウナミュージック |
| 放送終了                     | スーパー3助（にゃんこスター）                        | ほしのディスコ×スーパー3助のサウナミュージック |
| 放送終了                     | ガッチキール                                         | ガッチキールのトイレットペーパーラジオ |
| 放送終了                     | 青色1号                                              | 青色1号のゆるしてちょんまげ |
| 放送終了                     | さんだる                                             | さんだるのぴよぴよさんだる |
| 放送終了                     | ファイヤーサンダー                                   | ファイヤーサンダーのトルネードダイナマイト |
| 放送終了                     | モンローズ                                           | モンローズの名乗るほどでも |
| 放送終了                     | テンチュー                                           | テンチューのみんなの笑顔がI want you |
| 放送終了                     | ダニエルズ                                           | ダニエルズのウイスキーとシュシュ |
| 放送終了                     | ムラムラタムラ                                       | ムラムラタムラのちんちくピカたまラジオ |
| 放送終了                     | ロビンソンズ                                         | ロビンソンズのどーんとネットワーク |
| 放送終了                     | ランジャタイ                                         | ランジャタイのサンバイザー |
| 放送終了                     | イーグル溝神・タイガー福田（禅/超新塾）              | 禅/超新塾イーグル・タイガーの無線通信放送局 |
| 放送終了                     | 駆け抜けて軽トラ                                     | 駆け抜けて軽トラのグロリアス性春 |
| 放送終了                     | キュウ                                               | キュウの実りのある放送 |
| 放送終了                     | 河本太（ウエストランド）・どいちゅー・松崎克俊       | 土井崎太のぬる△かん |
| 放送終了                     | ゆったり感                                           | ゆったり感のヘルメット中学校 |
| 放送終了                     | エイトブリッジ                                       | エイトブリッジのヤキトリエルボー |
| 放送終了                     | まんじゅう大帝国                                     | まんじゅう大帝国の落語良いとこ一度はおいで |
| 放送終了                     | 虹の黄昏                                             | 虹の黄昏の超絶バイーンラジオZ |
| 放送終了                     | フランスピアノ                                       | フランスピアノのクルトワ |
| 放送終了                     | ゆってぃ                                             | ゆっていの改編期だから大きいことも気にしよう |
| 放送終了                     | スーパー3助（にゃんこスター）                        | Come back my singer |
| 放送終了                     | ぐりんぴーす                                         | ぐりんぴーすのラジオは踊る。されど進まず。 |
| 放送終了                     | ダブルブッキング                                     | ダブルブッキングのよく眠れるラジオ |
| 放送終了                     | ブリキカラス                                         | ブリキカラスのショクシツ！ |
| 放送終了                     | トンツカタン                                         | 聞くトンツカタン |
| 放送終了                     | 魂ず                                                 | 魂ずの部室 |
| 放送終了                     | 森本晋太郎（トンツカタン）・岡田康太・鳥山大介       | 森岡大介 |
| 放送終了                     | スーパー3助・みなみかわ                              | 伝家の宝刀、抜かせんなラジオ |
| 放送終了                     | LLR                                                  | LLRのダブルバインド |
| 放送終了                     | ザ・マミィ                                           | ザ・マミィのネズミの咆哮 |
| 放送終了                     | や団                                                 | や団の弾丸ラジオ |
| 放送終了                     | 10億円                                               | 10億円のGERASTRY |
| 放送終了                     | Dr.ハインリッヒ                                      | Dr.ハインリッヒのGeneral Earth Radio |
| 放送終了                     | ダイヤモンド                                         | ダイヤモンドのおもしろ座り話 |
| 放送終了                     | ヒコロヒー                                           | ヒコロヒーのストロベリーワンピース |

## メディア掲載
Quick Japan WEB
- ニッポン放送・石井玄×GERA恩田貴大、『アルピーANN』終了を経て考えた「終わらない番組の作り方」
- ニッポン放送・石井玄×GERA恩田貴大が考える、愛される音声メディアに必要な「巻き込み力」

お笑いメディア【東京で考え中】
- 【お笑い裏方業】GERA放送局編「ハガキ職人がラジオ制作に関わる仕組みを作りたい」

KAI-YOU
- ハガキ職人をつくり手に お笑いラジオアプリ「GERA」誕生の理由は“喪失と感動”

音楽ナタリー
- PK shampooヤマトパンクス、本日GERAでラジオ番組スタート